# Borisz Vlagyimirovics Aszafjev
Borisz Vlagyimirovics Aszafjev (oroszul: Бори́с Влади́мирович Аса́фьев) (Szentpétervár, 1884. július 29. – Moszkva, 1949. január 27.) szovjetorosz zeneszerző, zenei író (Igor Hlebov írói néven is), zenetörténész, a szovjet zenetudomány egyik megalapítója. 
Változatos és terjedelmes zeneszerzői életművéből (operák, szimfóniák, versenyművek, kamaramuzsika) balettzenéje bizonyult a legmaradandóbbnak. A "Párizs lángjai", és "A bahcsiszeráji szökőkút" a világ táncszínházainak állandó repertoárján szerepel.

## Magyarul
- Az orosz zene mesterei. Muszorgszkij, Csajkovszkij, Rimszkij-Korszakov; ford. Aczél Ferenc; Zeneműkiadó, Bp., 1962